# Planète Linux
Planète Linux (рус. Планета Линукс) ― французский журнал, посвящённый операционным системам семейства Linux. Выходит раз в два месяца, издаётся DP Presse с сентября 1999 года. Первые две номера журнала были выпущены под названием «Freelog Hors Série». Журнал популярный среди французскоязычных пользователей линукса. Арно Фак (фр. Arnaud Faque) ― главный редактор журнала. Этот платный журнал издаётся в Марселе и публикует только оригинальные статьи, а не переводные.

## История
Первый журнал издательства был «FREELOG», который стал издаваться в 1994. В журнале была секция для Linux. В 1996, «FREELOG» переименовали в «Logiciels PC» (рус. Программы для персонального компьютера). Однако в начале 1999, «FREELOG» вернулся. Статьи по Linux под названием «Linux : libre oblige !» были изданы в «FREELOG Hors Série». Читателей были много, и начиная с третьего номера редакция решила публиковать отдельный журнал по Linux. Так и родился «Planète Linux» — первый в Франции журнал о Linux.
В 2003, в журнале работали два постоянных редактора и команда журналистов.